# Roberto Cevoli
Roberto Cevoli, född 29 december 1968 i Rimini, är en sanmarinsk-italiensk fotbollsstränare och före detta spelare. Han är sedan 2023 förbundskapten för San Marinos landslag.

## Karriär

### Spelarkarriär
Cevoli spelade sin första fotboll i San Marino, för San Marino Calcio. Under sin spelarkarriär spelade han främst i Serie B och Serie C, bland klubbar han spelade för finns Cesena och Modena. Cevoli spelade sina två enda säsonger i Serie A för Modena 2002–2004.

### Tränarkarriär
Cevolis första uppdrag som huvudtränare var för Foligno 2008. Han har tränat ett flertal italienska klubbar där den kanske mest namnkunniga är Novara. Cevoli har även tränat Teuta Durrës från Albanien, han fick dock sparken redan efter 15 dagar.
Sedan 2023 tränar han San Marinos herrlandslag.